# Rimini Baseball Club 2014
Il Rimini Baseball Club ha preso parte alla Italian Baseball League 2014.

## Divise e sponsor
Lo sponsor tecnico è Erreà. Sulle divise, sotto alla dicitura "Rimini", figurano i loghi degli sponsor secondari Conclima e Serfrigo.
| Prima | Seconda | \| Terza \| |
| Terza |         |             |

## Roster

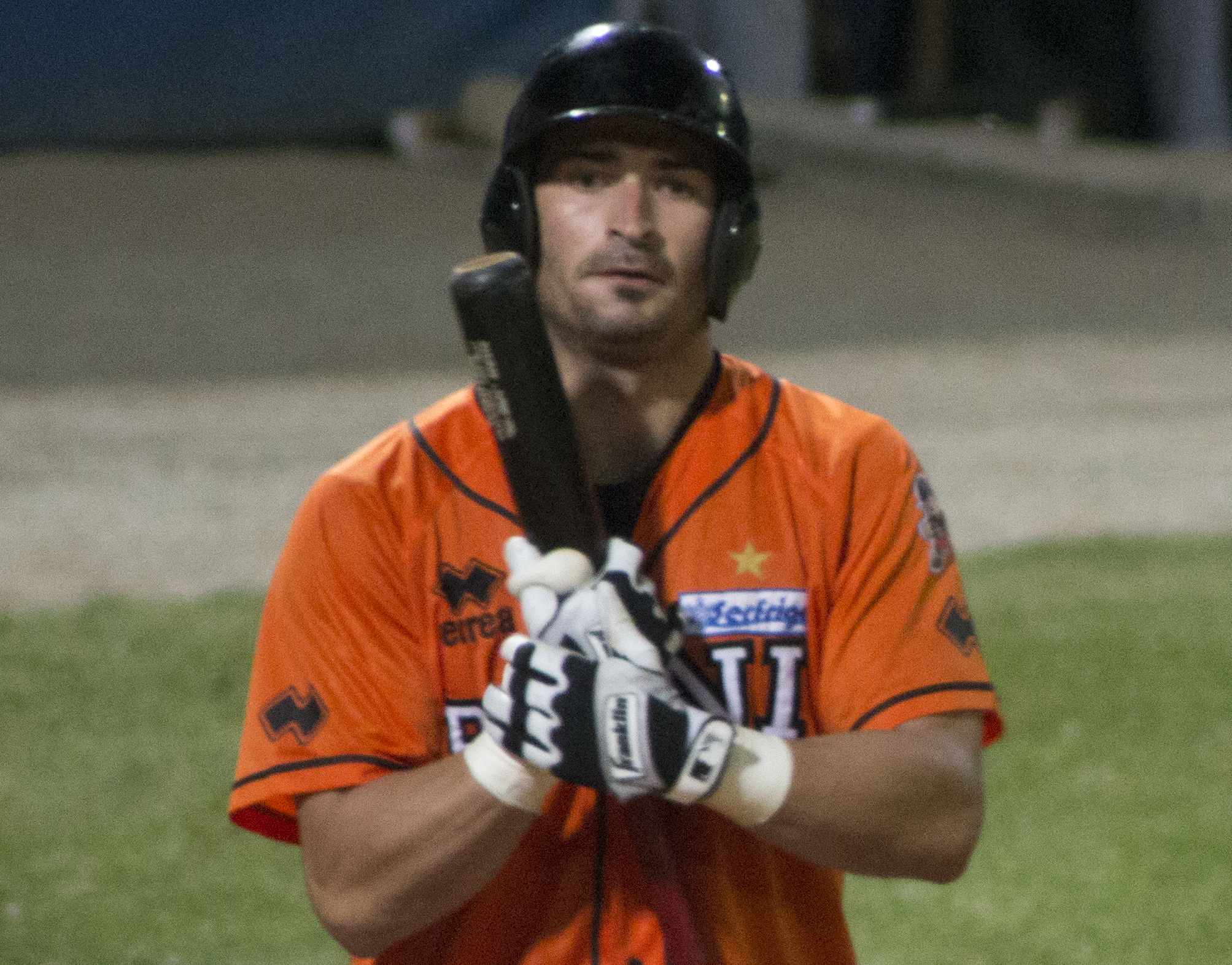
Leonardo Zileri

- gli stranieri senza passaporto convocati per la Champions Cup (al massimo tre per regolamento) sono stati Romero, Ekstrom e Márquez
- il 17 aprile è stato ufficializzato l'arrivo di Franklyn Torres
- il 1º giugno è stato ufficializzato l'arrivo di Enrique González

## Organigramma
Area direttiva
- Presidente: Cesare "Rino" Zangheri
- Vice presidente: Valeriano Gorini

Area organizzativa
- Team manager: Gianluca Giani

Area comunicazione
- Ufficio stampa: Simone Drudi

Area tecnica
- Manager: Chris Catanoso
- Pitching coach: Pier Paolo Illuminati
- Coach: Cesar Heredia, Paolo Siroli, Andrea Palumbo

Area sanitaria
- Medico sociale: Dott. Paolo Montanari
- Fisioterapista: Roberto Zani, Alberto De Carli

## Risultati

### Italian Baseball League

#### Italian Baseball Series
Gara 1
| Bologna 15 agosto 2014, ore 20:30 Gara 1 | UnipolSai Bologna | 5 – 6 referto             | Rimini Baseball | Stadio Gianni Falchi |
| \| \| \| \| \| Vaglio, Infante, Rodríguez \| Doppi \| Romero \| \| Oeltjen \| Tripli \| \| \| Liverziani al 1º da 2 punti \| Fuoricampo \| Zileri all'11º da 1 punto \| |                   |                           |                 |                      |
| |                   |                           |                 |                      |
| Vaglio, Infante, Rodríguez | Doppi             | Romero                    |                 |                      |
| Oeltjen | Tripli            |                           |                 |                      |
| Liverziani al 1º da 2 punti | Fuoricampo        | Zileri all'11º da 1 punto |                 |                      |

Gara 2
| Bologna 16 agosto 2014, ore 20:30 Gara 2                                       | UnipolSai Bologna | 7 – 3 referto     | Rimini Baseball | Stadio Gianni Falchi |
| \| \| \| \| \| Liverziani, Oeltjen, Sabbatani \| Doppi \| Salazar, Chiarini \| |                   |                   |                 |                      |
|                                                                                |                   |                   |                 |                      |
| Liverziani, Oeltjen, Sabbatani                                                 | Doppi             | Salazar, Chiarini |                 |                      |

Gara 3
| Rimini 21 agosto 2014, ore 20:30 Gara 3                                               | Rimini Baseball | 3 – 2 referto | UnipolSai Bologna | Stadio dei Pirati |
| \| \| \| \| \| \| Doppi \| Vaglio \| \| Mazzanti al 2º da 1 punto \| Fuoricampo \| \| |                 |               |                   |                   |
|                                                                                       |                 |               |                   |                   |
|                                                                                       | Doppi           | Vaglio        |                   |                   |
| Mazzanti al 2º da 1 punto                                                             | Fuoricampo      |               |                   |                   |

Gara 4
| Rimini 22 agosto 2014, ore 20:30 Gara 4 | Rimini Baseball | 7 – 12 referto          | UnipolSai Bologna | Stadio dei Pirati |
| \| \| \| \| \| Zileri, Romero, Gómez \| Doppi \| Rodríguez (2), Malengo \| \| Chiarini \| Tripli \| \| \| Mazzanti al 5º da 1 punto \| Fuoricampo \| Vaglio al 3º da 3 punti \| |                 |                         |                   |                   |
| |                 |                         |                   |                   |
| Zileri, Romero, Gómez | Doppi           | Rodríguez (2), Malengo  |                   |                   |
| Chiarini | Tripli          |                         |                   |                   |
| Mazzanti al 5º da 1 punto | Fuoricampo      | Vaglio al 3º da 3 punti |                   |                   |

Gara 5
| Rimini 23 agosto 2014, ore 20:30 Gara 5                    | Rimini Baseball | 4 – 0 referto | UnipolSai Bologna | Stadio dei Pirati |
| \| \| \| \| \| Romero al 5º da 3 punti \| Fuoricampo \| \| |                 |               |                   |                   |
|                                                            |                 |               |                   |                   |
| Romero al 5º da 3 punti                                    | Fuoricampo      |               |                   |                   |

Gara 6
| Bologna 29 agosto 2014, ore 20:30 Gara 6                                                          | UnipolSai Bologna | 8 – 1 referto             | Rimini Baseball | Stadio Gianni Falchi |
| \| \| \| \| \| Rodríguez, Malengo \| Doppi \| \| \| \| Fuoricampo \| Mazzanti al 9º da 1 punto \| |                   |                           |                 |                      |
|                                                                                                   |                   |                           |                 |                      |
| Rodríguez, Malengo                                                                                | Doppi             |                           |                 |                      |
|                                                                                                   | Fuoricampo        | Mazzanti al 9º da 1 punto |                 |                      |

Gara 7
| Bologna 30 agosto 2014, ore 20:30 Gara 7                                                                            | UnipolSai Bologna | 4 – 0 referto | Rimini Baseball | Stadio Gianni Falchi |
| \| \| \| \| \| Infante \| Doppi \| \| \| Grimaudo \| Tripli \| \| \| Rodríguez al 3º da 1 punto \| Fuoricampo \| \| |                   |               |                 |                      |
| |                   |               |                 |                      |
| Infante | Doppi             |               |                 |                      |
| Grimaudo | Tripli            |               |                 |                      |
| Rodríguez al 3º da 1 punto                                                                                          | Fuoricampo        |               |                 |                      |

### European Champions Cup

#### Serie finale
Gara 1
| Rimini 7 agosto 2014, ore 21:00 Gara 1                          | Rimini Baseball | 1 – 2 referto     | T&A San Marino | Stadio dei Pirati |
| \| \| \| \| \| Gómez, Spinelli \| Doppi \| Mazzuca, Reginato \| |                 |                   |                |                   |
|                                                                 |                 |                   |                |                   |
| Gómez, Spinelli                                                 | Doppi           | Mazzuca, Reginato |                |                   |

Gara 2
| Serravalle 8 agosto 2014, ore 21:00 Gara 2                | T&A San Marino | 4 – 5 referto      | Rimini Baseball | Stadio di Serravalle |
| \| \| \| \| \| Albanese \| Doppi \| Mazzanti, Di Fabio \| |                |                    |                 |                      |
|                                                           |                |                    |                 |                      |
| Albanese                                                  | Doppi          | Mazzanti, Di Fabio |                 |                      |

Gara 3
| Serravalle 9 agosto 2014, ore 21:00 Gara 3                                                                                               | T&A San Marino | 10 – 4 referto | Rimini Baseball | Stadio di Serravalle |
| \| \| \| \| \| Ramos, Reginato, Albanese \| Doppi \| Santora \| \| Mazzuca al 2º da 1 punto, Ramos all'8º da 2 punti \| Fuoricampo \| \| |                |                |                 |                      |
| |                |                |                 |                      |
| Ramos, Reginato, Albanese | Doppi          | Santora        |                 |                      |
| Mazzuca al 2º da 1 punto, Ramos all'8º da 2 punti                                                                                        | Fuoricampo     |                |                 |                      |

### Coppa Italia IBL

#### Finale
| Rimini 3 settembre 2014, ore 20:00 Finale                                                             | Rimini Baseball | 7 – 2 referto     | Lino's Coffee Parma | Stadio dei Pirati |
| \| \| \| \| \| Babini \| Doppi \| Desimoni, Scalera \| \| Babini al 2º da 3 punti \| Fuoricampo \| \| |                 |                   |                     |                   |
| |                 |                   |                     |                   |
| Babini                                                                                                | Doppi           | Desimoni, Scalera |                     |                   |
| Babini al 2º da 3 punti                                                                               | Fuoricampo      |                   |                     |                   |